# Fire Chariot of Destruction
Fire Chariot of Destruction è un album in studio del gruppo musicale Graveland, pubblicato il 2005 dalla No Colour Records. 

## Tracce
1. War Wolf – 10:18
2. River of Tears – 7:24
3. Fire Chariot of Destruction – 6:35
4. Flaming Wrathful Hate – 7:38
5. Creator and Destroyer – 6:59
6. Prayer for My Ancestors – 8:06
7. Dance of Axes and Swords – 7:00
8. Motherland – 6:47

## Formazione
- Rob Darken - tutti gli strumenti, voce